# 도라미짱 푸른 밀짚 모자
푸른 밀짚 모자는 도라에몽 노비타와 몽환삼검사의 동시 상영작이다.

## 개요
도라미가 주연이 되는 동시 상영작으로는 4번째이다. 도라미가 주연이 되는 동시 상영작의 마지막이기도 하다.
노비스케, 노비타의 후손인 세와시들을 그린 헬로 공룡 키즈!!에 이어 이번 작품에서는 사람이 캐릭터로 전혀 등장하지 않고 로봇 캐릭터만의 교류와 활약을 그린다.
또한 제목은 주역인 크로우가 쓰고 있는 푸른색의 밀짚 모자에서 유래되었다.
지난 3개의 작품 도라미짱 시리즈는 주제가로 야마노 사토코가 부른 헬로! 도라미 짱이 사용되었지만 이번에는 KUKO가 부른 친구인데가 사용되었다. 지금까지의 도라에몽은 화면비 4:3에서 촬영된 화면을 상하 마스크를 걸쳐 상영하는 마스킹 비스타 방식이 채용되었으나 본작은 최초로 16:9로 촬영된 작품이다. (여담으로 이 방법은 1998년, 도라에몽 노비타의 남해대모험부터 본격적으로 사용되기 시작하였다.)
원작은 후지코 F. 후지오이고 감독은 안도 토시히코이다.
 배급 수익, 관객수 배급은 도라에몽 노비타와 몽환삼검사를 참고한다.

## 줄거리
22세기의 도쿄・긴자. 도라미는 우연히 본 허수아비 로봇 크로우의 분실물을 찾기 위해서 그것을 보내려고 그를 쫓아 이상한 집으로 들어가고 낯선 세계로 가서 길을 잃어버린다.
그곳에서는 크로우 성에서 튕겨져서 도라미는 황급히 그를 돕는다. 그는 슬퍼하는 오로라 공주의 무도회에 왔지만 허수아비는 신분 문제로 쫓겨나고 만다. 결국 자신은 허수아비……와 자신감을 잃어버린 크로우이지만 도라미와 용기를 함께 오로라 공주의 성을 목표로 한다.
수많은 장애물과 적을 극복하고 두 사람은 성 앞에 선다. 문을 열면 슬픈 공주는 눈앞에 있다. 그러나 크로우는 문을 열려고 하지 않는다. 그는 공주를 만나는 것보다 중요하다는 것으로 나타났다는 것이다.

## 등장인물
도라미
목소리 - 요코자와 케이코
도라에몽의 주인공・도라에몽의 여동생. 우연히 만난 크로우를 내버려두지 않고 함께 마궁으로 향한다.
크로우
목소리 - 세키 토시히코
허수아비형 로봇. 오로라 공주를 슬퍼해 결혼 상대를 결정하기 위한 무도회로 가지만 쫓겨난다. 하지만 도라미와 함께 마궁으로 향한다.
빅
목소리 - 고리 다이스케
오로라 공주 무도회 참석자로 키는 자그마치 5m나 된다. 도라미와 크로우를 습격하지만 도라미의 도구로 머리에 번개를 떨어뜨려 무너진다.
페이스
목소리 - 하야미 쇼
오로라 공주 무도회 참석자.
폰푸
목소리 - 타츠카 나오키
오로라 공주 무도회 참석자.
하토
목소리 - 코지로 치에
오로라 공주
공주.

## 스태프
- 원작 - 후지코 F. 후지오
- 감독 - 안도 토시히코
- 각본 - 마루오 미호
- 작화감독/레이아웃 - 타카쿠라 요시히코
- 미술 감독 - 아카시 세이코
- 촬영 감독 - 쿠마 마사히로
- 녹음 감독 - 오오쿠마 아키라
- 음악 - 타나카 코헤이
- 동영상 체크 - 가쿠 테츠로
- 색상 지정 - 테루야 미와코
- 원화 - 타카쿠라 요시히코 , 하야시 시즈카 , 유아사 마사아키
- 동영상 - 다이조 프로, 아스나로 스튜디오, 텔레콤 애니메이션 필름
- 마무리 - 토레스 스튜디오 M
- 특수효과 - 도이 미치아키
- 배경 - 스튜디오 유니
- 촬영 - 도쿄 애니메이션 필름
- 편집 - 오카야스 프로모션
- 효과 - 마츠다 아키히코 (소다 사운드 크리에이션)
- 녹음 스튜디오 - APU스튜디오
- 녹음 - 시바타 노부히로, 아카자 사토코
- 녹음 제작 - 오디오 프란닝구 유
- 제작 지원 - 메시쿠사 료하나
- 타이틀 - 미치카와 아키라
- 현상 - 도쿄현상소
- 제작 진행 - 사무라 히로아키
- 제작 데스크 - 오구라 쿠미
- 프로듀서 - 베시 소이치, 마시코 아지로, 고이즈미 요시아키
- 제작 협력 - 후지코프로, 아사츠DK(ADK)
- 제작 - 후지코프로, 신에이 동화, 쇼쿠칸, TV아사히

## 같이 보기
- 도라에몽
- 후지코 F. 후지오
- 도라에몽 관련 매체 목록
- 도라에몽의 영화 작품